# Секстант
Секстант (према латинском sexstans, генитиv sextantis: шести део) врста је инструмента која се користи за ручно мерење угаоне висине небеских тела с брода или авиона. Процена овог угла, надморске висине, позната је као виђење или гађање на објекат или узимање нишана. Угао и време када је измерен могу се користити за израчунавање позиције положаја на наутичкој или ваздухопловној карти - на пример, посматрање Сунца у подне или Полариса ноћу (на северној хемисфери) за процену географске ширине. Увиђање висине оријентира може дати меру удаљености и, држећи се водоравно, секстант може измерити углове између објеката за положај на карти. Секстант се такође може користити за мерење лунарне удаљености између Месеца и другог небеског објекта (као што су звезда или планета) како би се одредило Гриничко средње време, а тиме и географска дужина.
Састоји се од тела с малим огледалом и лимбом, алхидаде са великим огледалом и бубњићем, затамњених стакала, телескопа и прибора. Тело секстанта је од лаког метала и има облик кружног сектора. Кружни сектор је раније имао угао од 45° (октант), касније се тај угао повећао на 60° (секстант), а данас је тај угао већи (до 80°), али је задржао име секстант. Данас се мање употребљава због употребе сателитске навигације. Развио се из квадранта Томаса Годфрија (1731) и Џона Хадлија (1732). Тело секстанта носи ручку, дурбин, кружну плочу (лимб) подељену на ступњеве, оквир малога огледала (у којем је једна половина обично стакло), помичну ручицу (алхидаду) и затамнена стакла (вештачки обзор). На алхидади се налазе помично велико огледало и нониус или микрометарски бубњић. Кроз далекозор и стакло малог огледала мотри се морски обзор (хоризонт), а помицањем алхидаде окреће се велико огледало све док се слика небеских тела не преклопи с обзором. На алхидади се тада очита угаона висина. Њиме се заправо могу мерити углови до 120°.
Либелни секстант употребљава се на ваздухопловима; угаона се висина мери од средине ваздушног мехурића у либели, који надомешта морски или вештачки обзор. Перископски секстант служи за мерење угаоне висине на подморницама и ваздухопловима (перископ). Радарски секстант с емисијско-пријемном антеном употребљава се за мерење угаоне висине и азимута Месеца. Електромагнетни таласи емитовани према Месецу одражавају се с Месечеве површине и враћају на антену. Мерењем угла елевације и прамчанога угла брода добијају се угаона висина и азимут Месеца (радар). Радиосекстант аутоматски прати Сунце и током магле, јер је осетљив на микроталасе с таласном дужином од приближно 0,8 , што их зрачи Сунце.

## Историја
Сер Исак Њутн (1642 - 1727) изумео је начин рада навигацијског инструмента с двоструком рефлексијом зрака светлости и израдио скице октанта, који су међутим остали необјављени до 1742. Двојица научника су независно и скоро истовремено (око 1730. године) радили на изради октанта: енглески математичар Џон Хадли и американац Томас Годфри. Октанти су заменили до тада кориштене мерне инструменте. Међутим, испоставило се да максимални угао од 90° који октант може да мерити није довољан, те се појавио инструмент с већом скалом - секстант. Први секстант с углом од 120° направио je Џон Бирд 1757.

## Примена
Секстант се првенствено користи као навигацијски инструмент за одређивање географских координата проматрача мерењем угаоне висине различитих небеских тела (Сунца и неких звезда) у датом тренутку (астрономска навигација). У прошлости био је широко кориштен у поморству, али је с појавом модернијих система навигације (нпр. сателитска навигација) добио улогу резервног инструмента, коме не треба електрична струја.

### Мерење секстантом
Начин рада секстанта веома је једноставан. Оптичким путем, уз помоћ два огледала, истодобно се посматра обзор (хоризонт) и небеско тело (обично Сунце). Прибором се непосредно мери угао између зрака који стиже с тачке на обзору и зрака с небеског тела. Прво се поставе оба огледала у раван нормалну на обзор. Доње огледало је непомично и по ширини раздељено на две половине, непропусну и пропусну. Држећи секстант у руци, треба га наместити тако да се кроз дурбин угледа обзор; то допушта пропусна половина непомичног огледала. Тиме је мерни инструмент хоризонтиран. Ако се обзор не види, инструмент се мора хоризонтирати неким другим путем, на пример либелама. Обзор се може посматрати и уз помоћ горњег, помичног огледала, али само ако се то огледало закрене и постави упоредно с доњим огледалом. Из оптике је познато да два паралелна огледала не мењају смер зрака, већ доводе до упоредног помака зрака. Зрак који је стигао с помичног огледала одбиће у дурбину непропусна половина непомичног огледала.
Након тога у дурбину треба угледати небеско тело које се налази на некој висини h изнад обзора, што се постиже закретањем помичног огледала. Ако се огледало закрене за 90°, одбијени зрак ће описати лук од 180°. Одбијени се зрак увек закреће за двоструки угао закретог огледала. То значи, ако се зрак одмакне од обзора за угао h, огледало треба закренути за двоструко мањи угао h/2. Одбијени зрак и даље ће погађати непомично огледало и у дурбину ће се истодобно угледати слика небеског тела, преклопљена постранце са сликом обзора, која стиже директно кроз непомично огледало. Помак покретног огледала h/2 мери се положајем његове ручке на рубу угломера (лимбу). Међутим уместо да се положаји ручке означују у ступњевима закрета огледала, одмах се означују у двострукој мери или ступњевима висине h. Висина над обзором није исправно измерена ако се проматрач налази изнад морског нивоа, јер се онда углу изнад водоравне равни h додаје депресија обзора ϑ која настаје због закривљености Земље. Депресија обзора зависи од надморске висине и треба је узети у обзир.

## Начин рада
Секстант се заснива на својству угаоног огледала, а служи за мерење углова у астрономској навигацији. На оквиру мерног инструмента налазе се два мала равна огледала, једно непокретно, друго покретно, али оба нормалноа на раван оквира. Паралелно с оквиром секстанта налази се двоглед. Непокретно огледало обложено је само на доњој половини са сребром како би зрак светлости могао од тела директно да прође кроз необложени део и дође у двоглед, односно у око. Зрак светлости с тела пада на покретно огледало, где се одрази и након поновне рефлексије на непокретном зрцалу долази кроз дурбин у око.
Као и код сваког угаоног огледала, угао који чини зрак светлости након рефлексије са својим првобитним смером једнак је двоструком углу између огледала:
{\displaystyle \beta =2\cdot \alpha }
Секстант има на доњем делу кружни сектор, величине 1/6 круга, ради чега се зове секстант. На том кружном сектору налази се скала од 0° до 150° и тако умањена да се може директно читати угао, а да се не множи са два. Покретно огледало покреће се око осе помоћу лењира, који се назива алхидада, а на доњем је крају нониус за читање углова.
При мерењу се од једног тела добије директна слика у двогледу, а од другога рефлектова слика, која се помицањем покретног огледала помоћу алхидаде мора наместити тачно изнад прве слике. Након тога се помоћу нониуса очита угао.